# Bernard Malivoire
Bernard Robert Malivoire, francoski veslač, * 20. april 1938, Bergerac, † 18. december 1982.
Malivoire je za Francijo nastopil na Poletnih olimpijskih igrah 1952, kjer je bil krmar v dvojcu s krmarjem in z njim osvojil zlato medaljo. S 14 leti in 95 dnevi je bil najmlajši prejemnik zlate medalje na teh olimpijskih igrah. 